# Хазом, Йехезкель
Йехезке́ль Хазо́м (ивр. יחזקאל חזום‎; 30 ноября 1946, Ирак — 21 марта 2023) — израильский футболист, играл на позиции нападающего. Участник чемпионата мира 1970 года.

## Биография

### Клубная карьера
Всю футбольную карьеру Хазом играл за «Хапоэль» из Тель-Авива, за который в Израильской Премьер-лиге сыграл 324 матча и забил 97 голов. В составе Хапоэля Хазом выиграл два чемпионских титула, Кубок Израиля в 1972 году и Азиатский клубный чемпионат в 1967 году. Хазом является вторым бомбардиром в истории столичного «Хапоэля» после своего бывшего одноклубника Йехошуа Фейгенбаума.

### Карьера в сборной
В составе сборной Израиля был участником чемпионата мира 1970 года, но на турнире был запасным и на поле так и не вышел. Всего за сборную Израиля сыграл 9 матчей, в которых не отметился забитыми мячами.

### Смерть
Скончался 21 марта 2023 года в возрасте 76 лет.

## Достижения
«Хапоэль (Тель-Авив)»
- Чемпион Израиля (2): 1965/66, 1968/69
- Обладатель Кубка Израиля (1): 1971/72
- Обладатель Суперкубка Израиля (3): 1966, 1969, 1970
- Победитель Азиатского клубного чемпионата (1): 1967